# Luis Calvo Revilla
Luis Calvo y Revilla (1840-1923) fue un dramaturgo y periodista español.

## Biografía
Nació en 1840 y era hermano de Rafael Calvo Revilla y Ricardo Calvo Revilla. Autor dramático, fue también redactor del diario madrileño La República Ibérica (1869) y colaborador de La Mujer, Blanco y Negro, La Ilustración Artística de Barcelona, La Ilustración Española y Americana y El Mundo Naval Ilustrado (1897-1899). Falleció el 13 de diciembre de 1923, en Madrid.